# Movimiento Británico
El Movimiento Británico (BM), más tarde llamado Movimiento Nacional Socialista Británico (BNSM), es una organización británica neonazi fundada por Colin Jordan en 1968. 
Surgió del Movimiento Nacional Socialista (NSM), que se fundó en 1962. Con frecuencia en los márgenes de la extrema derecha británica, el BM ha tenido una larga y complicada historia por su asociación con la violencia y el extremismo. Fue fundada como un partido político, pero se manifestó más como un grupo de presión y activista. Ha tenido hechizos de latencia.
El NSM llegó a su fin en algún momento después de que Colin Jordan fuera encarcelado a principios de 1967 por distribuir un folleto racista The Colored Invasion y luego de su liberación, Jordan se reunió con John Tyndall en la casa de Denis Pirie sobre la posibilidad de unirse al Frente Nacional. Sin embargo, estas conversaciones no sirvieron para nada y con la Ley de relaciones raciales de 1968 se prohibió la idea de mostrar abiertamente las credenciales nazis en el nombre de un partido, lo que llevó a Jordan a formar un nuevo grupo conocido como el Movimiento Británico. Mientras que el nuevo partido tenía la intención de continuar el papel del antiguo grupo de ser apologistas nazis y respaldar el antisemitismo, su objetivo era hacerlo dentro de las restricciones introducidas por la ley recientemente promulgada.